# Lagrangiano de Euler-Heisenberg
En física, el lagrangiano de Euler–Heisenberg describe la dinámica no lineal del campo electromagnético en el vacío. Este lagrangiano nos da las contribuciones de la polarización del vacío a 1 loop, y es válido para campos electromagnéticos que cambian despacio comparado con el inverso de la masa del electrón.
Este lagrangiano fue obtenido por primera vez por Werner Heisenberg y Hans Heinrich Euler, y tiene la siguiente forma::

{\displaystyle {\mathcal {L}}=-{\mathcal {F}}-{\frac {1}{8\pi ^{2}}}\int _{0}^{\infty }{\frac {ds}{s^{3}}}\exp \left(-m^{2}s\right)\left[(es)^{2}{\frac {\operatorname {Re} \cosh \left(es{\sqrt {2\left({\mathcal {F}}+i{\mathcal {G}}\right)}}\right)}{\operatorname {Im} \cosh \left(es{\sqrt {2\left({\mathcal {F}}+i{\mathcal {G}}\right)}}\right)}}{\mathcal {G}}-{\frac {2}{3}}(es)^{2}{\mathcal {F}}-1\right],}

donde:
- {\displaystyle m} es la masa del electrón,
- {\displaystyle e} es su carga, y
- {\displaystyle {\mathcal {F}}} y {\displaystyle {\mathcal {G}}} son los escalares invariantes bajo transformaciones de Lorentz del campo electromagnético:

{\displaystyle {\mathcal {F}}={\frac {1}{2}}\left(\mathbf {B} ^{2}-\mathbf {E} ^{2}\right),}

{\displaystyle {\mathcal {G}}=\mathbf {E} \cdot \mathbf {B} .}

En el límite de campo débil (aunque mucho mayor que los campos electromagnéticos que se pueden producir hoy día), se puede aproximar por:

{\displaystyle {\mathcal {L}}={\frac {1}{2}}\left(\mathbf {E} ^{2}-\mathbf {B} ^{2}\right)+{\frac {2\alpha ^{2}}{45m^{4}}}\left[\left(\mathbf {E} ^{2}-\mathbf {B} ^{2}\right)^{2}+7\left(\mathbf {E} \cdot \mathbf {B} \right)^{2}\right],}

donde {\displaystyle \alpha } es la constante de estructura fina.